# Rocacorba (la Febró)
Rocacorba és una muntanya de 950 metres que es troba al municipi de la Febró, a la comarca catalana del Baix Camp.